# Ruben Wiki

a Compétitions nationales et continentales officielles uniquement.

b Matchs officiels uniquement.
Ruben Wiki, né le 21 janvier 1973 à Auckland en Nouvelle-Zélande, est un ancien joueur néo-zélandais de rugby à XIII.

## Carrière sportive
Il évolue d'abord au poste de centre puis à celui de pilier. D'origine samoane et maori, il compte 55 sélections pour la Nouvelle-Zélande entre 1994 et 2006 et détient le record mondial du nombre de sélections en équipe nationale. Il devient le premier néo-zélandais à atteindre la barre des 300 matchs joués dans le championnat australien.
Il évolue de 1993 à 2004, pour les Canberra Raiders, avec des joueurs tels que Mal Meninga, Bradley Clyde ou Ricky Stuart. Il remporte le championnat en 1994. En 2002 et 2003, il fut élu meilleur joueur des Raiders. En 2005, il remporte le Tri-Nations de rugby à XIII avec les Kiwis.
En 2006, il est nommé dans l'équipe de Nouvelle-Zélande du siècle (1907-2006) avec son ami Stacey Jones. La même année, il reçoit l'ordre du mérite néo-zélandais. Il joue son dernier match de rugby à XIII, avec les All-Golds en 2008, lors de la tournée commémorative en Angleterre.